# New Queer Cinema
New Queer Cinema або Queer New Wave (англ. Нове «квір» кіно, англ. Нова «квір» хвиля) — напрямок в американському незалежному кінематографі, що виник на початку 1990-х років, у рамках якого відкрито висвітлювалися питання квір-культури, політики та ідентичностей.

## Походження терміна
Термін New Queer Cinema уперше вжила відома американська кінокритикиня і феміністка Б. Рубі Річ (B. Ruby Rich) на початку 1990-х років у низці публікацій (британського кінематографічного часопису Sight & Sound, нью-йоркського щотижневика The Village Voice). Цим терміном вона описала ряд фільмів, які були радикальними за формою й агресивними у їхній підтримці сексуальної ідентичності, котрі кинули виклик гетеронормативному статусу-кво й заохочували позитивні образи лесбійок та геїв, які виступали в русі гей-емансипації.

## Передумови явища
Гей-тематика з'явилася в американському кінематографі з початку 1940-х років і була властива здебільшого авангардним стрічкам. У цій течії можна зауважити таких кінорежисерів як Кеннет Енґер, Грегорі Маркопулос, Кертіс Геррінгтон. Для їхніх фільмів були характерні наднизькі бюджети, незалежність від великих студій і практично повна відсутність глядачів.
У 1960-х термін «авангардні» перейшов у термін «незалежні», а на зміну Енгеру і Маркопулісу прийшли Джек Сміт, Варрен Сонберт і Енді Ворхол. Фільми останнього сьогодні вважаються зразком гомоеротичного кіно.
Наприкінці 1970-х — початку 1980-х гей-тематику стали висвітлювати переважно самі представники сексуальних меншин. Більшість фільмів, що виходили тоді, не мали якої-небудь кінематографічної цінності і були цікаві виключно представникам ЛГБТ-спільноти.
Різке зростання захворюваності ВІЛ-інфекцією наприкінці восьмидесятих привело до зростання гомофобії в суспільстві у зв'язку з тим, що сексуальні меншини звинувачувалися в поширенні епідемії. Подібне соціальне напруження призвело до актуалізації гей-тематики серед молодих перспективних режисерів, що бажають дати неупереджену оцінку ситуації, що склалася в США. Так з'явилася нова «квір»-хвиля кінематографу.

## New Queer Cinema
До нової «квір» хвилі можна віднести наступних діячів кіно:

### Режисери
- Дерек Джармен («Едуард II»)
- Грегг Аракі («Оголений дріт», «Покоління DOOM» і т. д.)
- Брюс Ля Брюс («Мене це не стосується»)
- Ґас Ван Сент («Мій власний штат Айдахо»)
- Том Келін («Непритомність»)
- Крістофер Мюнх («Годинники і часи»)
- Тодд Гейнс («Отрута»)
- Ісаак Жульєн («Молоді душі повстанців»)
- Джон Кемерон Мітчелл («Хедвіг і злощасний дюйм» (2001), Клуб «Shortbus» (2006))
- Брюс Лабрюс («Gerontophilia[en]» (2013)

### Продюсери
- Крістін Вакон («Отрута», «Непритомність»)
- Андреа Сперлінг («Годинники і часи»)

Нова «квір»-хвиля в американському кінематографі не була єдиною течією — продюсери і режисери підходили до висвітлення питань сексуальності принципово з різних сторін. Це могло бути як гомоеротичне захоплення, так і хвороблива неприязнь; жанри фільмів, що випускалися, мінялися від цинічних чорних комедій до безжальних трагічних драм. Об'єднавчим чинником була лише квір-тематика і неординарна форма подання.
Англійського кіноавангардиста Дерека Джармена було названо «батьком» нової «квір»-хвилі в американському кінематографі. Його сміливість, винахідливість і трагічна доля стали еталонними для режисерів нової хвилі.
Сьогодні терміном New Queer Cinema стали називати незалежні фільми про ЛГБТ. Ці фільми, як правило, малобюджетні і, часто фінансуються з благодійних фондів. Починаючи з 2010-х років, ряд ЛГБТ-режисерів, у тому числі Роуз Трош і Тревіс Метьюз, визначили нову тенденцію в ЛГБТ-кіно, в якій вплив New Queer Cinema розвивався до більш універсальної привабливості глядачів.

## Вплив на Голлівуд
Творчість режисерів New Queer Cinema вплинула на Голлівуд, де стали з'являтися й отримувати визнання фільми про геїв і лесбійок («Філадельфія», «Хлопці не плачуть», «Гарві Мілк», «Горбата гора» та ін.).
Фільм «Горбата гора», в основі якого лежить історія любові ковбоїв-геїв, в 2006 році мав 8 номінацій на премію «Оскар», у трьох з яких отримав перемогу. Ця подія викликала широкий резонанс у пресі, оскільки це фактично перший фільм про кохання між чоловіками, висунений на таку кількість «Оскара». І Трош, і Метьюз виділили фільм Стейсі Пассон «Струс мозку» 2013 року про подружню невірність, у якому лесбійство центральних героїв є відносно другорядним аспектом історії, а основна тема полягає в тому, як довгострокові стосунки можуть стати проблемними та неповноцінними, незалежно від того, гендерна конфігурація, як яскравий приклад тенденції. Помітним прикладом є також французький фільм «Блакитний – найтепліший колір», який отримав «Золоту пальмову гілку» на Каннському кінофестивалі 2013 року.